# Inundación de cerveza de Londres

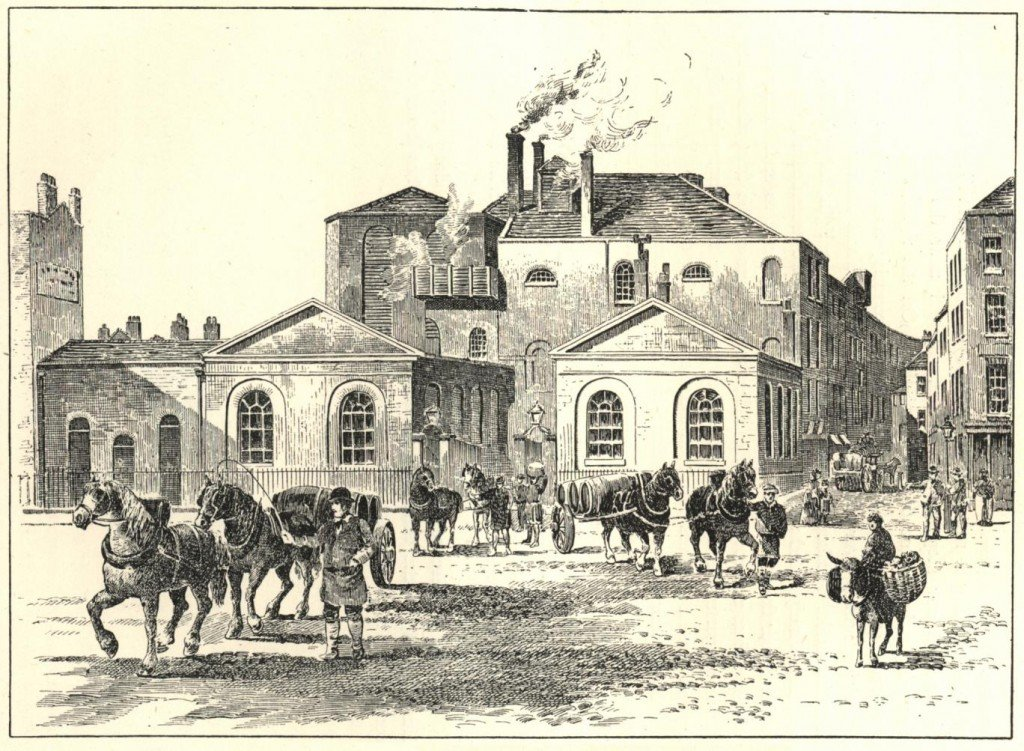
Horse Shoe Brewery, Londres, c. 1800

La inundación de cerveza de Londres tuvo lugar el 17 de octubre de 1814 en la parroquia de St Giles in the Fields, en Londres (Inglaterra). Ocurrió en la cervecería Meux & Co's Horse Shoe Brewery de la Tottenham Court Road, donde una gran cuba que contenía unos 610 000 litros de cerveza se rompió, produciendo la ruptura de varias cubas más en un efecto dominó. En total se generó un vertido de aproximadamente 1 470 000 litros de cerveza, lo que causó una ola que recorrió el entorno de la cervecería, destruyendo dos casas y demoliendo un muro del Tavistock Arms Pub, que sepultó a la joven empleada Eleanor Cooper bajo los escombros.

## Historia
La cervecería se encontraba en el barrio pobre de St Giles. Estaba bordeada por habitaciones donde familias enteras vivían en sótanos, que se llenaron rápidamente de cerveza. Al menos siete personas se ahogaron o murieron a causa de las heridas.
La cervecería fue perseguida posteriormente por la justicia por este accidente, pero la catástrofe fue considerada por el tribunal como un caso fortuito y no hubo responsables.
La empresa experimentó dificultades para hacer frente a las consecuencias financieras del accidente, que hizo entrar a la entidad en pérdidas, agravadas por el hecho de que ya se habían pagado los impuestos correspondientes a la cerveza perdida. Por eso pidió al parlamento el reembolso del impuesto pagado, y lo obtuvo, lo que permitió que la cervecería siguiera en activo.
La cervecería fue demolida en 1922. Parte de sus terrenos los ocupa hoy en día el Dominion Theatre.

## Víctimas
| Nombre           | Edad  |
| ---------------- | ----- |
| Ann Saville      | 53    |
| Eleanor Cooper   | 15-16 |
| Hannah Bamfield  | 4     |
| Catherine Butler | 63    |
| Elizabeth Smith  | 27    |
| Mary Mulvey      | 30    |
| Thomas Mulvey    | 3     |